# Joe Dolan
Joe Dolan, född 16 oktober 1939 i Mullingar, Irland, död 26 december 2007 i Dublin, Irland, var en irländsk sångare och underhållare. Dolan var under flera decennier en av Irlands mest populära artister med många hits i hemlandet. Internationellt är han främst känd för låtarna "Make Me an Island" (1969) och "You're Such a Good Looking Woman" (1970). Den sistnämnda var hans enda svenska hitlåt.